# Cromwell opent de doodskist van Karel I

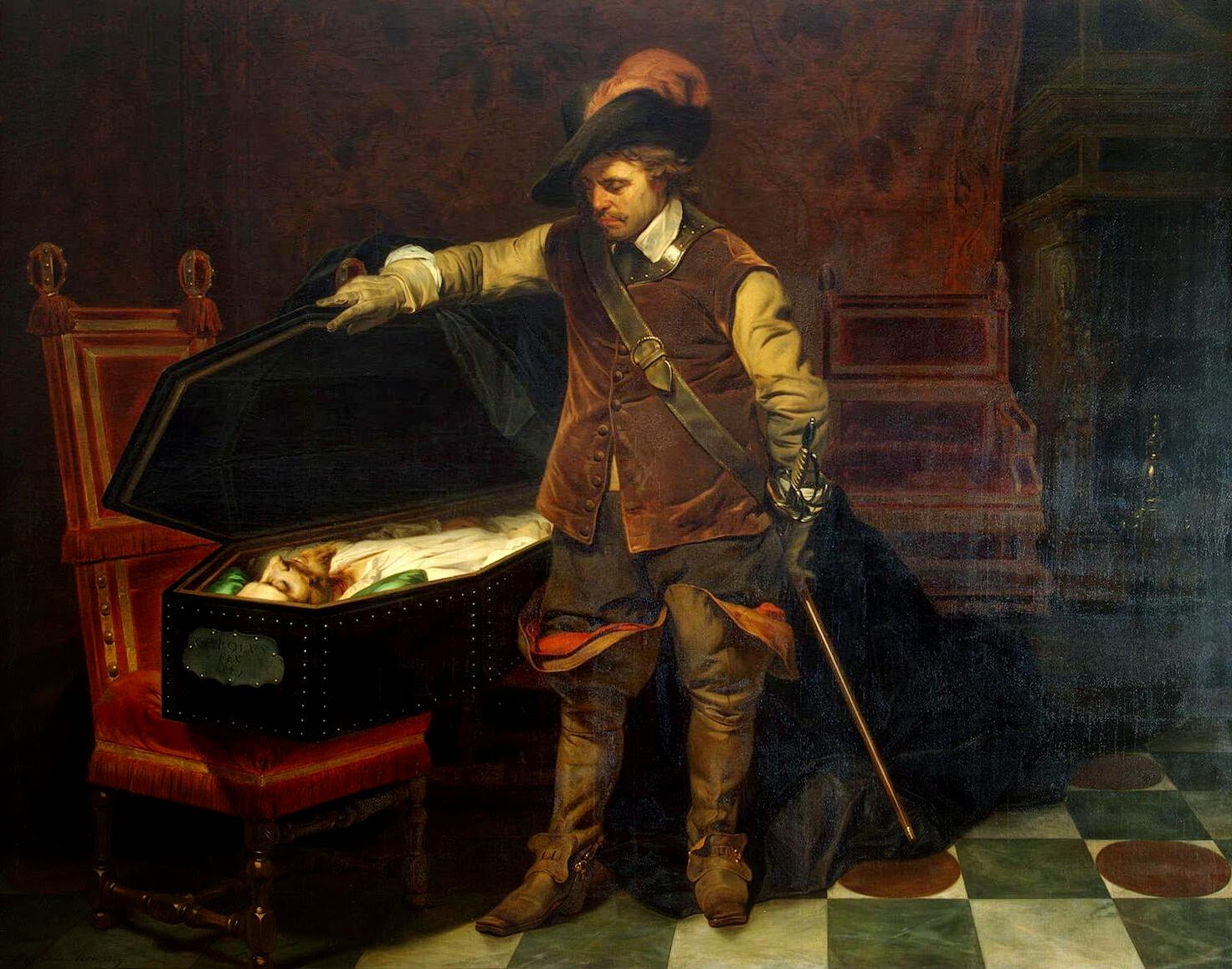
Cromwell opent de doodskist van Karel I (Delaroche, 1831)

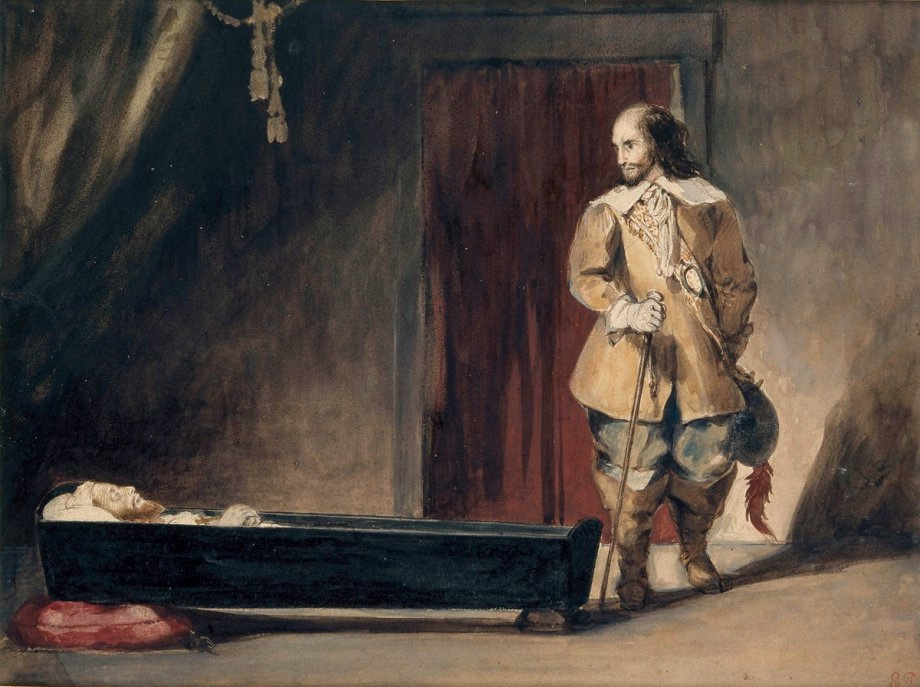
Cromwell bij de doodskist van Karel I (Delacroix, 1831): een getroubleerde Cromwell, toevallig op de kist gebotst, ontbloot het hoofd, houdt afstand en weet niet goed of hij moet naderen of weggaan.

Cromwell opent de doodskist van Karel I (Frans: Cromwell découvrant le cerceuil de Charles Ier of eenvoudig Cromwell et Charles Ier) is een schilderij van Paul Delaroche uit 1831. Het is te zien in het Musée des Beaux-Arts van Nîmes.

## Creatie
Voor het schilderen liet Delaroche een model met plaasteren figuren maken door decorbouwers van de Parijse opera. Zijn voorbereidende schets van Cromwells hoofd is bewaard. Het is ook geweten dat hij zich uitgebreid liet documenteren over de kledij van Cromwell.

## Thema
Afgebeeld is hoe Oliver Cromwell, tijdens de Engelse Burgeroorlog, in Whitehall de doodskist van Karel I opent om zijn onthoofde lijk te bestuderen. Deze legende – want het gaat niet om een historische gebeurtenis – was leven ingeblazen door de historicus François Guizot, die Cromwell zelfs het afgehakte hoofd liet optillen. Bij Walter Scott en Victor Hugo waren literaire confrontaties tussen Cromwell en Karel te vinden die Delaroche kunnen hebben geïnspireerd. In zijn notitie voor de Parijse salon van 1831 citeerde hij uit Les Quatre Stuarts van Chateaubriand (1828), waarin een trotse Cromwell zich ervan overtuigt dat het hoofd werkelijk van de romp is gescheiden en opmerkt dat een zo goed gebouwd man nog vele jaren had kunnen leven. De Cromwell van Delaroche laat zijn geestesgesteldheid echter niet zo gemakkelijk lezen. Met een sombere frons onderzoekt hij het scherp belichte lijk, met het terug aangenaaide hoofd en de helrode wond. Psychologische ambiguïteit laat de kijker toe om in Cromwell leed dan wel zich verlustigende triomf te zien, in Karel een martelaar of een verslagen koppigaard.
Het schilderij van Delaroche kon niet anders dan herinneren aan de Franse koningsmoord van 1793, temeer daar Frankrijk na de voltooiing nog werd opgeschud door de Julirevolutie. De vraag dient zich aan wat de contemporaine analogieën waren waartoe Delaroche leek uit te nodigen, al ontkende hij dit zelf. Heinrich Heine was niet de enige die zich afvroeg: als Karel I staat voor de onthoofde Lodewijk XVI, mogen we in Cromwell dan Napoleon zien? Ruimer bezien ontwaarde hij een wereldhistorische worsteling tussen de principes van erfelijkheid (Karel) en bekwaamheid (Cromwell).

## Waardering
Het neoklassiek-romantisch historieschilderij maakte gemengde reacties los op de salon van 1831, waar Delaroche niet minder dan vier werken had. Zijn Cromwell trok het meeste publiek van de hele tentoonstelling. Misschien had dit te maken met morbide fascinatie of met het gevoel te participeren in het taboe van een koningsmoord. De nieuwe kijkcultuur waaraan Delaroche mee gestalte gaf, zorgde voor een directe impact op de toeschouwer.
Velen zagen in het schilderij nostalgie naar het ancien régime, maar niet Heine, bij wie het vooral Weltschmerz opriep. Hij vond de kwaliteit van het werk onvergelijkbaar superieur, met een verfijning als bij Van Dyck en de gedurfde schaduwen van Rembrandt. De criticus Horace de Viel-Castel wijdde een lovende bespreking aan het schilderij, terwijl zijn collega Victor Schoelcher het idee erachter hoger inschatte dan de esthetiek. Schilders spaarden hun kritiek niet, vooral op wat ze zagen als picturale tekortkomingen. Delacroix repliceerde nog datzelfde jaar met een schilderij dat het thema op een radicaal andere manier toonde: een weifelende Cromwell op klein formaat in aquarel. Later maakte Gustave Planche gewag van oppervlakkige betovering gevolgd door een besef van lege theatraliteit. Dit negatieve oordeel over Cromwell opent de doodskist van Karel I is ook te vinden bij Baudelaire en Théophile Gautier ("dat paar botten dat een vioolkast beziet").
In de 21e eeuw is er terug veel aandacht voor het werk.

## Voetnoten
1. ↑  Histoire de la Révolution en Angleterre, 1826-27
2. ↑  Woodstock, or, The Cavalier, 1826
3. ↑  Cromwell, akte II, scènes 3 en 15
4. ↑  Gemäldebericht zum Salon 1831
5. ↑  L'Artiste, 1831, I, p. 266-270
6. ↑  L'Artiste, 1831, I, p. 282
7. ↑  Toegelicht in een brief van de schilder aan Paul Huet, afgedrukt in Paul Huet d'après sa correspondance, Parijs, 1911, p. 380.
8. ↑  Gustave Planche, Études sur l'école française (1831-1852), Parijs, 1855, p. 72
9. ↑  "Salon de 1837", in: La Presse, 18 maart 1837